# Бойко, Александра Леонтьевна
Александра Леонтьевна Бойко (Моришева) (20 мая 1918, Белебей, Уфимская губерния — 25 мая 1996, Апшеронск, Краснодарский край) — советская танкистка, участница Великой Отечественной войны. Почётная гражданка города Магадан.
В годы Великой Отечественной войны вместе с мужем Иваном Фёдоровичем внесли из своих сбережений в Фонд обороны 50 тысяч рублей на постройку танка для Красной Армии и были направлены в действующую армию в составе экипажа именного тяжёлого танка ИС-2 — «Колыма»: Александра была назначена его командиром, а Иван — механиком-водителем.

## Биография

### Ранние годы
Родилась 20 апреля 1918 года в городе Белебей Башкурдистана (ныне Башкортостан). После окончания в 1938 году Киевского химико-технологического техникума Александра Моришева работала химиком на спиртовом заводе в Башкирии. В 1940 году по договору прибыла в город Магадан, где отдел кадров Дальстроя направил её контролёром-комплектовщиком в трест «Колымснаб» (где работала до февраля 1943 года).
В конце 1940 года вышла замуж за Ивана Фёдоровича Бойко, водителя Магаданской автобазы, который переехал в Магадан в 1938 году из Владивостока, уволенного в запас с флота. Как лучший шофёр был отмечен знаком «Отличник-дальстроевец».

### Командир тяжёлого танка
…мы, муж и жена Бойко Иван Федорович и Бойко Александра Леонтьевна, работая на Крайнем Севере, неустанно помогаем Родине перевыполнением производственного плана. Стремясь ещё больше помочь нашей доблестной Красной Армии, на имеющиеся сбережения в размере пятьдесят тысяч рублей мы желаем приобрести танк и на этой же грозной машине собственными руками истреблять проклятых немецко-фашистских оккупантов…
В 1942 году, во время Великой Отечественной войны, И. Ф. Бойко ездил на фронт в составе делегации дальстроевцев с поездом подарков для бойцов. Вернувшись из поездки, И. Ф. Бойко был под сильным впечатлением от тяжёлой ситуации на фронте. Молодые люди решили внести из своих сбережений в Фонд обороны 50 тысяч рублей на постройку танка для Красной Армии. А 16 января 1943 года отправили письмо Верховному Главнокомандующему И. В. Сталину с просьбой отправить их на фронт и разрешить им воевать на построенном на свои деньги танке.
10 февраля газета «Советская Колыма» опубликовала их письмо и лаконичную ответную телеграмму: «Благодарю вас, Иван Фёдорович и Александра Леонтьевна, за заботу о Красной Армии. Ваше желание будет исполнено. Примите мой привет, И. Сталин». По приказу начальника Дальстроя И. Ф. Никишова были освобождены от работы шофёр автобазы № 6 управления автотранспорта И. Ф. Бойко и работница треста «Колымснаб» А. Л. Бойко, направляющиеся добровольцами на фронт.
В ноябре 1943 года по ускоренной программе супруги Бойко окончили Челябинское танковое училище и в звании младших техников-лейтенантов были зачислены в резерв. Снова в адрес командования им пришлось писать письма и рапорты с просьбой скорейшей отправки на фронт. Лишь в мае 1944 года супруги Бойко были направлены в 48-й отдельный гвардейский тяжёлый танковый полк 5-го танкового корпуса, а в начале июня они получили под Тулой именной тяжёлый танк ИС-2 № 40356 с надписью «Колыма»: Александра была назначена его командиром, а Иван — механиком-водителем. По некоторым сведениям, внутри башни была прикреплена металлическая табличка с информацией об именном танке.
Боевое крещение приняли в Режицко-Двинской операции. 25 июля 1944 года экипаж танка «Колыма» отличился в боях у деревни Малиновка, где уничтожил один танк «Тигр» и два орудия. В этом бою А. Л. Бойко была легко ранена. За этот эпизод А. Л. Бойко награждена орденом Отечественной войны I степени, а И. Ф. Бойко — орденом Красного Знамени.
По воспоминаниям Маршала Советского Союза А. И. Ерёменко, затем танкисты обошли Даугавпилс, перерезали шоссе и железную дорогу, ведущие на Ригу, и создали условия для штурма города. В ночь на 27 июля советские части внезапным броском вышли на ближайшие подступы к окраинам города. Утром немецкие части попытались контратаковать, но были встречены огнём из засад. В одной из таких засад находился танк супругов Бойко, который своим огнём вывел из строя самоходное орудие противника.
6 августа 1944 года в сводке Совинформбюро сообщалось: «Экипаж танка, где командиром младший техник-лейтенант Александра Бойко и водителем младший техник-лейтенант Иван Бойко, за две недели уничтожил пять танков и два орудия противника.». В одном из боёв экипаж был ранен, а подбитый танк был направлен в другую часть.
В сентябре 1944 года командир танка А. Л. Бойко была направлена в Москву, где выступала на IV антифашистском митинге. Её портрет был опубликован на обложке журнала «Огонёк».
Принимала участие в боевых действиях в Прибалтике, Польше и Чехословакии. День Победы встретила в Праге.

### Послевоенные годы
После демобилизации вернулась вместе с мужем в Магадан, где до 1954 года работала директором хлебозавода. Дважды избиралась депутатом Магаданского городского Совета депутатов трудящихся.
В середине 1950-х годов дороги супругов разошлись, А. Л. Бойко переехала в город Апшеронск Краснодарского края. Но они неоднократно встречались с бывшим мужем на сборах однополчан. А в 1989 году ветераны были приглашены на празднование 50-летия Магадана. 4 декабря 1991 года удостоена звания почётного гражданина города Магадана.
Умерла 25 мая 1996 года.

## Награды и звания
- орден Отечественной войны I степени (4 августа 1944)[7];
- орден Отечественной войны II степени (6 апреля 1985)[11];
- медаль «За победу над Германией в Великой Отечественной войне 1941—1945 гг.» (9.05.1945);
- др. медали

Почётный гражданин города Магадана (4 декабря 1991 года).